# Grudziądz
Grudziądz [gruďjondz] (německy Graudenz) je polské město v Kujavsko-pomořském vojvodství. Městem protéká řeka Visla.

## Etymologie
Etymologie jména však není jasná, podle různých názorů může pocházet od slova gród [grud], hroudovité země (grudzista [gruďžista]), může být však také pruského původu.

## Historie
Grudziądz byl založen v roce 1291, první farnost však zřejmě existovala již před rokem 1065. Ve starých textech vystupuje pod názvy Grudenc, Grudencz, Grawdencz, Graudentum, Grudentz, Grudenz, Graudenz.
V létě 1939, v souvislosti se stoupajícím ohrožením ze strany nacistického Německa (hranice vedla asi 15 km severně od města) bylo v severním předpolí Grudziądzu postaveno celkem 11 srubů lehkého opevnění. Po přepadení Polska se v této obranné linii ve dnech 2. až 3. září vedly těžké boje. Nakonec polské jednotky byly nuceny ustoupit.

## Sport
- Olimpia Grudziądz – fotbalový klub
- SC Graudenz – dnes již zaniklý fotbalový klub aktivní v německé éře

## Významní rodáci
- Aleksander Ścibor-Rylski, polský spisovatel, režisér a scenárista